# Nabilone
Le nabilone est un médicament cannabinoïde, c'est un  analogue du dronabinol (ou tétrahydrocannabinol synthétique, l'ingrédient psychotrope du cannabis).
Il est commercialisé sous le nom de Césamet au Royaume-Uni, au Canada et en Espagne où il est prescrit pour le soulagement de douleurs chroniques ou comme hypnotique. Il est utilisé pour traiter les nausées graves et les vomissements chez les personnes qui subissent une chimiothérapie contre le cancer, ainsi que pour stimuler l'appétit.
Le nabilone est un racémate consistant en les isomères ("trans") (S,S) et (R,R).